# Asteroide de tipus F
Els asteroides de tipus F s'agrupen en la classificació espectral dels asteroides. Són un tipus poc comú d'asteroides carbonosos, que són part del grup C.

## Característiques
En general, són similars als asteroides de tipus B, però la falta de l'absorció de l'aigua a 3 µm, típic de minerals hidratats, i difereixen en la part baixa de l'espectre ultraviolat, per sota de 0,4 micres. Utilitzant el mètode de Classificació SMASS, els asteroides de tipus F i els asteroides de tipus B no es distingeixen, fet pel qual ambdós es classifiquen com els asteroides de tipus B.